# شورش کرونشتات
شورش کرونشتات (به روسی: Кронштадтское восстание، آوانگاری Kronshtadtskoye vosstaniye) شورش ناموفقی بود که در مارس ۱۹۲۱ در شهر کرونشتات و توسط ملوانان، سربازان و هواداران غیرنظامی آن‌ها به رهبری استپان ماکسیمویچ پتریچنکو علیه بلشویک‌ها صورت گرفت.
این شورش در حالی رخ داد که، در تمام طول جنگ داخلی روسیه، یعنی از اواخر سال ۱۹۱۷ تا ۱۹۲۱ میلادی، ملوانان کرونشتات به نفع ارتش سرخ در جنگ با نیروهای ارتش سفید و برخی از کشورهای غربی حامی آن‌ها شرکت داشتند.
پس‌از شکست ارتش سفید و رفع خطر خارجی‌ها، ملوانان کرونشتات علیه بلشویک‌ها وارد جنگ شدند زیرا ملوانان کرونشتات، تسلط نظام تک‌حزبی را خیانت به آرمان‌های انقلاب ۱۹۱۷ روسیه می‌دانستند. در مارس ۱۹۲۱، گروهی از ملوانان، سربازان و هواداران غیرنظامی آن‌ها علیه بلشویک‌ها در کرونشتات شورش کردند. پادگان آن‌ها قبلاً مرکز حمایت اصلی از بلشویک‌ها بود. خواست اصلی آن‌ها «آزادی بیان»، خاتمه دادن به اردوگاه‌های کار اجباری، تغییر سیاست‌های جنگی شوروی و حذف «کنترل حزبی» بر شوراهای کارگری شوروی بود. بعد از گفتگوهایی کوتاه، لئون تروتسکی با گسیل کردن نیروهای ارتش سرخ به کرونشتات همراه با چکا، شورش آن ها را سرکوب کرد.